# Turngemeinde Mülheim am Rhein von 1879
Die Turngemeinde Mülheim am Rhein von 1879 ist ein in Köln-Mülheim ansässiger Breitensportverein. Zu den angebotenen Sportarten gehört Badminton, Turnen, Tischtennis, Jedermannsport sowie verschiedene Kampfsportarten (Judo, Ju Jitsu, Taekwondo u. a.)

## Geschichte
Die Turngemeinde Mülheim wurde am 6. September 1879 gegründet. Die erste Hauptversammlung fand am 2. November 1879 statt, bei der Friedrich Laufenberg zum ersten Vorsitzenden gewählt wurde. Die Vereinsfarben waren in Anlehnung an die Stadtfarben von Mülheim Blau-Weiß.
Da es noch keine Sporthallen gab, fand der Turnbetrieb in den Räumlichkeiten von Schankwirt Engels, dem damaligen Kassenwart, statt. Als die Übungsstätte zu klein wurde, zog man um in die Schützenhalle an der Frankfurter Straße. Im Jahr 1901 wurde die Volksschule Pestalozzistraße fertiggestellt und die Turngemeinde erhielt die Nutzungserlaubnis für die neu entstandene Turnhalle. So konnte auch im Winter der Turnbetrieb aufrechterhalten werden. Im Jahre 1909 zählte die TGM bereits 296 aktive und 205 inaktive Mitglieder. 1910 wurde ein eigener Turn- und Sportplatz gekauft.
Nach der Eingemeindung von Mülheim durch Köln wurden die Vereinsfarben in Blau-Weiß-Rot geändert. Durch den Ausbruch des Ersten Weltkrieges und der Einberufung zum Wehrdienst schrumpfte die Mitgliederzahl und der Turnbetrieb kam fast vollständig zum Erliegen. Auch der vereinseigene Sportplatz musste 1918 verkauft werden.
Nach dem Krieg ruhte der Sportbetrieb aufgrund eines Verbotes der englischen Besatzungsmacht vollständig. Durch die Bemühungen des ersten Vorsitzenden Barthel Gödde konnte jedoch Ende 1919 wieder mit dem Turnsport begonnen werden. Neben dem Turnen wurde Fußball und Faustball gespielt. Beide Abteilungen mussten jedoch 1922 wegen Platzmangel zwischenzeitlich aufgegeben werden. Dafür entstand 1923 die Handballabteilung. 1924 wurde die Schwimmabteilung gegründet. In den Folgejahren stieg die Mitgliederzahl stetig an und erreichte Mitte der 30er Jahre den Stand von mehr als 700 Mitgliedern. In den folgenden Kriegsjahren wurde der Turnbetrieb vor allem in den Kinder- und Jugendturnabteilungen weitergeführt, musste aber nach der Zerstörung der Sporthalle in der Pestalozzistraße gänzlich eingestellt werden.
Nach dem Zweiten Weltkrieg wurde die einigermaßen erhaltene Halle des Lyzeums Genovevastraße gemeinsam mit Mülheimer Turnverein mit eigenen Mitteln instand gesetzt. Die folgenden Jahre waren durch die Abteilungen Turnen, Faustball und Handball geprägt.
Die TGM nahm oft und erfolgreich an Turnfesten, Bundesjugendspielen und sonstigen Geräteturnwettkämpfen teil.
Mitte der 50er Jahre nahm die Faustballabteilung mit 6 Mannschaften am Ligaspielbetrieb teil. Die Handballabteilung stellte ebenfalls mehrere Mannschaften. Allerdings führte der Wechsel der Abteilungsleitung und das Fehlen von geeigneten Trainingsmöglichkeiten im Jahre 1962 zur Auflösung der Handballabteilung.
Mit der Eröffnung des Genovevabades im Dezember 1966 wurde die Schwimmabteilung neu belebt. Im Vordergrund stand der Schwimmunterricht sowie das Erlangen von Schwimm-Sportabzeichen.
1967 wurde die Judo-Abteilung gegründet, aus der sich später die Kampfsportabteilung entwickelte. Inzwischen werden neben Judo auch Ju-Jitsu, Taekwondo, Streetfight und Kraftsport angeboten.
Ebenfalls im Jahr 1967 wurde die Badmintonabteilung gegründet. Bereits im September 1969 trat man dem Badminton-Landesverband (BLV) bei und nimmt seit 1970 am Ligaspielbetrieb des BLV teil.
1975 kamen die Abteilungen Tischtennis und Volleyball in den Verein. Die Tischtennisabteilung nahm 1978 bereits mit vier Mannschaften am Spielbetrieb teil.
Die Volleyballabteilung trat 1980 dem Volleyballverband bei.
1981 hatte die Turngemeinde 474 männliche und 559 weibliche Mitglieder und überstieg damit die magische 1000er-Marke. Im Februar 1981 wurde Gisela Pressell zur Ersten Vorsitzenden des Vereins gewählt. Sie war damit die erste Frau an der Spitze des Vereins.
1989 nahm die Turngemeinde am Karnevalszug in Mülheim teil.
Zurzeit hat die TGM 8 Abteilungen (Stand Juni 2008).

## Standort
Der Verein ist im Kölner Stadtteil Mülheim angesiedelt ist. Seit Neubau der Großsporthalle am Bergischen Ring hat der Verein hier seine Geschäftsstelle. In direkter Nähe zum Mülheimer Stadtteilzentrum, dem Wiener Platz, gelegen, hat der Verein in ganz Mülheim seine Sportstätten.
Stammhalle der Badmintonspieler ist die Großsporthalle am Herler Ring.

## Sportangebot
In der Badminton-Abteilung ist neben dem Ligaspielbetrieb für die 7 Teams im Landesverband Nordrhein-Westfalen bietet die Abteilung als breitensportlich orientierter Verein auch Hobbygruppen für Sportler an. Zudem gibt es eine Jugendabteilung, die ebenfalls am Ligaspielbetrieb NRW teilnimmt.
Die TG Mülheim richtet seit 2002 die Kölner Stadtmeisterschaften im Badminton aus. Das Turnier ist eines der größten Turniere in NRW.